# Gasz-Barka
Gasz-Barka (tigrinia: ዞባ ጋሽ ባርካ, arab. منطقة القاش وبركا) – jeden z 6 regionów administracyjnych Erytrei. Powierzchnia wynosi 33 200 km², a ludność ok. 942 tysięcy mieszkańców (2008). Stolicą jest Barentu.